# Il mio matrimonio felice
Il mio matrimonio felice (わたしの幸せな結婚?, Watashi no shiawase na kekkon) è una serie di light novel scritta da Akumi Agitogi e illustrata da Tsukiho Tsukioka. Inizialmente pubblicata online sul sito web Shōsetsuka ni narō, è stata successivamente acquisita da Fujimi Shobō, che ha distribuito la serie dal 15 gennaio 2019 sotto l'etichetta Fujimi L Bunko.
Un adattamento manga disegnato da Rito Kohsaka viene serializzato nella piattaforma Gangan Online di Square Enix dal 20 dicembre 2018. Successivamente sono stati realizzati anche un adattamento cinematografico live action a marzo 2023 e una serie televisiva anime prodotta da Kinema Citrus e trasmessa dal 5 luglio al 20 settembre 2023. Una seconda stagione è stata trasmessa dal 6 gennaio al 9 aprile 2025. Un nuovo progetto anime è stato annunciato.

## Trama
A inizio XX secolo, in pieno rinnovamento Meiji, Miyo Saimori è la primogenita di una ricca e nobile famiglia, ma è costretta a un'esistenza di servitù e maltrattamenti, poiché è nata senza alcun talento soprannaturale, al contrario di sua sorella minore nata dalla seconda moglie e amante di suo padre tempo dopo la morte di sua madre.
Raggiunta l'età in cui può essere data in sposa rimane mortificata nel sapere che Koji Tatsuishi, suo amico d'infanzia e unica persona a lei cara si dovrà sposare con la sorella minore Kaja. Le sue speranze di una vita migliore si sgretolano definitivamente dopo aver scoperto dal padre che il suo futuro marito sarà invece il capitano Kiyoka Kudō, un uomo apparentemente così duro e freddo che si vocifera abbia fatto scappare le precedenti fidanzate in meno di tre giorni.
Senza un luogo in cui tornare, Miyo si rassegna al suo destino ma presto scopre che il suo futuro marito è tutt'altro che il mostro che si aspettava. Pur trattandosi di una persona molto rigorosa, è un giovane uomo molto bello e dal carattere gentile. Mentre aprono lentamente i loro cuori l'uno all'altro, entrambi si rendono conto che l'altro potrebbe essere la loro possibilità di trovare il vero amore e la felicità.
Vari giochi politici da parte delle altre nobili famiglie rendono però tutt'altro che tranquilla la vita di Miyo.

## Personaggi

### Famiglia Saimori
Miyo Saimori (斎森 美世?, Saimori Miyo)
Doppiata da: Reina Ueda (ed. giapponese), Federica Mete (ed. italiana)
Miyo è una ragazza di 19 anni, figlia maggiore della famiglia Saimori. Nata senza alcun talento soprannaturale, ha avuto un'educazione molto traumatica, venendo trattata come una serva dalla matrigna e dalla sorella minore, su silenzio del padre che la considerava inutile a causa dell'assenza di alcun potere. Miyo viene data in sposa a Kiyoka Kudō, capo della famosa famiglia Kudō, affinché il matrimonio combinato accresca il prestigio dei Saimori. Successivamente si scopre che è discendente della leggendaria famiglia Usuba tramite la madre, rendendola molto ricercata per il potenziale potere soprannaturale latente.
Kaya Saimori (斎森 香耶?, Saimori Kaya)
Doppiata da: Ayane Sakura (ed. giapponese), Chiara Fabiano (ed. italiana)
La sorellastra minore viziata e arrogante di Miyo, fidanzata con Kouji Tatsuishi. Ha ereditato il potere soprannaturale della famiglia Saimori.
Kanoko Saimori (斎森 香乃子?, Saimori Kanoko)
Doppiata da: Kana Ueda (ed. giapponese), Francesca Manicone (ed. italiana)
La matrigna di Miyo e la madre biologica di Kaya. Ha abusato senza pietà di Miyo poiché è la figlia di Sumi, che era la sua rivale in amore.
Shinichi Saimori (斎森 真一?, Saimori Shin'ichi)
Doppiato da: Hiroshi Yanaka (ed. giapponese), Vittorio Guerrieri (ed. italiana)
Il capo della famiglia Saimori e il padre di Miyo e Kaya. Preferisce Kaya a Miyo fin da quando erano bambini, ma solo perché la seconda ha ereditato i talenti soprannaturali della famiglia Saimori.
Sumi Saimori (斎森 澄美?, Saimori Sumi)
Doppiata da: Noriko Hidaka (ed. giapponese), Giulia Galizia (ed. italiana)
La defunta madre di Miyo e la prima moglie di Shinichi. Sumi era anche un membro della famiglia Usuba. È morta quando Miyo era ancora una bambina.

### Famiglia Kudō
Kiyoka Kudō (久堂 清霞?, Kudō Kiyoka)
Doppiato da: Kaito Ishikawa (ed. giapponese), Flavio Aquilone (ed. italiana)
Giovane uomo di 27 anni e capo della famiglia Kudō. Secondo alcune dicerie, chiunque diventi la sua fidanzata fugge dopo soli tre giorni.
Hazuki Kudō (久堂 葉月?, Kudō Hazuki)
Doppiata da: Yōko Hikasa (ed. giapponese), Elisa Carucci (ed. italiana)
La sorella maggiore di Kiyoka. È anche l'ex moglie di Masashi Ookaito e madre di Asahi Ookaito.
Yurie (ゆり江?)
Doppiata da: Hōko Kuwashima (ed. giapponese), Michela Alborghetti  (ed. italiana)
Anziana servitrice di Kiyoka Kudō che ha lavorato per lui fin da quando era bambino. Si affeziona molto a Miyo.

### Famiglia Tatsuishi
Kouji Tatsuishi (辰石 幸次?, Tatsuishi Kōji)
Doppiato da: Koutaro Nishiyama  (ed. giapponese), Riccardo Suarez (ed. italiana)
Secondo genito della famiglia Tatsuishi, di buon cuore ma codardo. È stato l'unico amico e alleato di Miyo per molti anni, e vorrebbe sposare quest'ultima. Diviene invece il fidanzato di Kaya e futuro capo della famiglia Saimori.
Kazushi Tatsuishi (辰石 一志?, Tatsuishi Kazushi)
Doppiato da: Toshinari Fukamachi (ed. giapponese), Gabriele Sandi (ed. italiana)
Fratello maggiore di Kouji e attuale capo della famiglia Tatsuishi.
Minoru Tatsuishi (辰石 実?, Tatsuishi Minoru)
Doppiato da: Ken'yū Horiuchi (ed. giapponese), Stefano Mondini (ed. italiana)
Il precedente capo della famiglia Tatsuishi e padre di Kazushi e Kouji. Minoru è stato costretto a cedere la sua posizione a Kazushi per il suo ruolo nel rapimento di Miyo poiché voleva che lei sposasse Kazushi a causa della sua linea di sangue Usuba.

### Altri
Yoshito Godō (五道 佳斗?, Godō Yoshito)
Doppiato da: Hiro Shimono (ed. giapponese), Jacopo Cinque (ed. italiana)
Un soldato appartenente all'Unità Speciale Anti-singolarità, subordinato di Kiyoka.
Arata Tsuruki (鶴木 新?, Tsuruki Arata)
Doppiato da: Ryōhei Kimura (ed. giapponese), Andrea Oldani (ed. italiana)
Nato come Arata Usuba (薄刃 新?, Usuba Arata), figlio del capo della famiglia Usuba e cugino di Miyo. Lavora per la Tsuruki Trading Company come negoziatore.
L'imperatore (帝?, Mikado)
Doppiato da: Takayuki Sugō (ed. giapponese)
Il sovrano del Giappone nell'era della Restaurazione Meiji del XIX secolo.
Takaihito (堯人?)
Doppiato da: Akira Ishida (ed. giapponese), Alessio Celsa (ed. italiana)
Il secondo principe della famiglia imperiale.
Masashi Ookaito (大海渡 征?, Ōkaito Masashi)
Doppiato da: Kenta Miyake (ed. giapponese), Stefano Crescentini (ed. italiana)
Superiore di Kiyoka ed ex marito di Hazuki. È anche il padre di Asashi Ookaito.
Hana Kanao (金尾花?, Kanao Hana)
Doppiata da: Mamiko Noto (ed. giapponese)
Ex custode di Miyo e servitrice della famiglia Saimori. Licenziata dai Saimori per aver difeso Miyo, grazie a Kiyoka riesce a ricongiungersi con quest'ultima molti anni dopo.

## Media

### Light novel
La serie, scritta da Akumi Agitogi, è stata originariamente pubblicata online sul sito web Shōsetsuka ni narō. In seguito è stata acquisita da Fujimi Shobō, che ha iniziato a pubblicarla in formato light novel sotto l'etichetta Fujimi L Bunko a partire dal 15 gennaio 2019 e con le illustrazioni di Tsukiho Tsukioka. Al 14 marzo 2025 i volumi totali ammontano a 9.
In Italia la serie è stata annunciata durante il Napoli Comicon 2024 da Edizioni BD che la pubblica sotto l'etichetta J-Pop a partire dal 24 luglio 2024. La traduzione dei testi è curata da Rosalia Feraudo.
| Nº | Data di prima pubblicazione | Data di prima pubblicazione                                                 | Data di prima pubblicazione | Data di prima pubblicazione |
| Nº | Giapponese                  | Giapponese                                                                  | Italiano                    | Italiano                    |
| -- | --------------------------- | --------------------------------------------------------------------------- | --------------------------- | --------------------------- |
| 1  | 15 gennaio 2019             | ISBN 978-4-04-073019-6                                                      | 24 luglio 2024              | ISBN 978-88-349-2901-8      |
| 2  | 13 luglio 2019              | ISBN 978-4-04-073253-4                                                      | 30 ottobre 2024             | ISBN 978-88-349-2962-9      |
| 3  | 15 febbraio 2020            | ISBN 978-4-04-073473-6                                                      | 26 febbraio 2025            | ISBN 978-88-349-3195-0      |
| 4  | 15 settembre 2020           | ISBN 978-4-04-073725-6                                                      | 25 giugno 2025              | ISBN 978-88-349-3523-1      |
| 5  | 15 luglio 2021              | ISBN 978-4-04-073948-9                                                      | ottobre 2025                | ISBN 978-88-349-3685-6      |
| 6  | 15 luglio 2022              | ISBN 978-4-04-074601-2                                                      | —                           | —                           |
| 7  | 14 luglio 2023              | ISBN 978-4-04-075039-2                                                      | —                           | —                           |
| 8  | 15 marzo 2024               | ISBN 978-4-04-075110-8 (ed. regolare) ISBN 978-4-04-075111-5 (ed. limitata) | —                           | —                           |
| 9  | 14 marzo 2025               | ISBN 978-4-04-075697-4                                                      | —                           | —                           |

### Manga

Copertina del primo volume dell'edizione italiana, raffigurante Miyo Saimori e Kiyoka Kudō

Un adattamento manga disegnato da Rito Kohsaka ha iniziato la serializzazione online tramite il servizio Gangan Online di Square Enix il 20 dicembre 2018. I capitoli vengono raccolti in volumi tankōbon a partire dal 12 settembre 2019; all'11 luglio 2024 i volumi totali ammontano a 5.
In Italia la serie è stata annunciata durante il Lucca Comics & Games 2022 da Edizioni BD che lo pubblica sotto l'etichetta J-Pop a partire dal 19 luglio 2023. La traduzione dei testi è curata da Christine Minutoli.
| 1 | 12 settembre 2019 | ISBN 978-4-7575-6293-6                                                      | 19 luglio 2023    | ISBN 978-88-349-2202-6                                                      |
| 1 | Capitoli - I. Fidanzamento (婚約?, Kon'yaku) - II. Il primo pasto del mattino (初めてのあさごはん?, Hajimete no asa gohan) - III. Il primo pasto della sera (初めてのゆうごはん?, Hajimete no yū gohan) - IV. Un'insolita promessa sposa (おかしな婚約者?, Okashina kon'yakusha) - V. Cuore incerto (矛盾する心?, Mujun suru kokoro) - VI. Il primo appuntamento (I) (初めてのデヱト (前編)?, Hajimete no Dēto (zenpen)) - VII. Il primo appuntamento (II) (初めてのデヱト (後編)?, Hajimete no Dēto (kōhen)) - Il romanzo capitolo inedito. Pettine e ricordi (Akumi Agitogi) |                                                                             |                   |                                                                             |
| 2 | 9 settembre 2020 | ISBN 978-4-7575-6777-1 (ed. regolare) ISBN 978-4-7575-6778-8 (ed. limitata) | 23 agosto 2023    | ISBN 978-88-349-2203-3                                                      |
| 2 | Capitoli - VIII. Un regalo per il mio danna (旦那さまへ贈り物?, Dan'na-sama e okurimono) - IX. Colei che detesto (嫌いなのは…?, Kiraina no wa...) - X. Una fidanzata che non versa lacrime (泣かない婚約者?, Nakanai kon'yakusha) - XI. La verità (本当のこと?, Hontō no koto) - XII. La cena di ringraziamento (お礼の宴?, Orei no utage) - XIII. Invidia e impazienza (嫉妬と焦燥?, Shitto to shōsō) - XIV. I motivi di ognuno (それぞれの思惑?, Sorezore no omowaku) - Il romanzo capitolo inedito. Agli occhi di Godou (Akumi Agitogi)                                     |                                                                             |                   |                                                                             |
| 3 | 12 ottobre 2021 | ISBN 978-4-7575-7499-1 (ed. regolare) ISBN 978-4-7575-7497-7 (ed. limitata) | 20 settembre 2023 | ISBN 978-88-349-2204-0                                                      |
| 3 | Capitoli - XV. Qualcosa di irrinunciabile (譲れないもの?, Yuzurenai mono) - XVI. La prima volta che mi opposi (初めての抵抗?, Hajimete no teikō) - XVII. Il fidanzamento (婚約?, Kon'yaku) - XVIII. La nuova vita insieme al danna (旦那さまとの新しい生活?, Dan'na-sama to no atarashī seikatsu) - XIX. Chiamami "sorella" (お義姉さんと呼んで?, Onē-san to yonde) - XX. L'udienza (謁見?, Ekken) - Il romanzo capitolo inedito. Pioggia (Akumi Agitogi) |                                                                             |                   |                                                                             |
| 4 | 11 novembre 2022 | ISBN 978-4-7575-7765-7 (ed. regolare) ISBN 978-4-7575-8170-8 (ed. limitata) | 15 novembre 2023  | ISBN 978-88-349-1308-6                                                      |
| 4 | Capitoli - XXI. Per essere degna del danna (旦那さまにふさわしく?, Dan'na-sama ni fusawashiku) - XXII. Arata Tsuruki (鶴木新?, Tsuruki Arata) - XXIII. Una vera famiglia (本当の家族?, Hontō no kazoku) - XXIV. L'ospite (訪問者?, Hōmonsha) - XXV. Sentimenti incompresi (すれ違う気持ち?, Surechigau kimochi) - XXVI. Risveglio di lacrime (涙の朝?, Namida no asa) - Il romanzo capitolo inedito. Colmare la solitudine (Akumi Agitogi) |                                                                             |                   |                                                                             |
| 5 | 11 luglio 2024 | ISBN 978-4-7575-9216-2 (ed. regolare) ISBN 978-4-7575-9217-9 (ed. limitata) | 29 gennaio 2025   | ISBN 978-88-349-3057-1 (ed. regolare) ISBN 978-88-349-3058-8 (ed. limitata) |
| 5 | Capitoli - XXVII. (薄刃家にて?, Usuba-ka nite) - XXVIII. (再起?, Saiki) - XXIX. (自分だけの役割?, Jibun dake no yakuwari) - XXX. (本当の家族?, Hontō no kazoku) - XXXI. (夢見の異能?, Yumemi no inō) - XXXII. (わたしの望む幸せ?, Watashi no nozomu shiawase) - XXXIII. (再会?, Saikai) |                                                                             |                   |                                                                             |

### Live-action
Un adattamento cinematografico live-action è stato annunciato il 25 aprile 2022. Il film è stato diretto da Ayuko Tsukahara, con la sceneggiatura scritta da Tomoe Kanno e la colonna sonora composta da Akiyuki Tateyama. La pellicola è uscita nelle sale giapponesi il 17 marzo 2023 distribuito da Toho. Il gruppo idol Snow Man ha cantato la sigla intitolata Tapestry (タペストリー?, Tapesutorī).

### Anime
Un adattamento anime è stato annunciato il 5 aprile 2022. Successivamente si è rivelato essere una serie televisiva prodotta da Kinema Citrus e diretta da Takehiro Kubota, con la supervisione e gli storyboard a cura di Takao Abo, la sceneggiatura scritta da Ami Satō, Takahito Ōnishi e Momoka Toyoda, il character design di Shōko Yasuda e la colonna sonora composta da Evan Call. La serie è stata trasmessa in Giappone dal 5 luglio al 20 settembre 2023 su Tokyo MX e altre reti mentre Netflix l'ha pubblicata in simulcast in versione sottotitolata in varie lingue, tra cui l'italiano. La sigla d'apertura è Anata no soba ni. (貴方の側に。? lett. "Dalla tua parte") di Riria mentre quella di chiusura è Vita Philosophica (ヰタ・フィロソフィカ?, Wita Firosofika) di Kashitarō Itō. Un OAV è stato incluso nell'edizione limitata dell'ottavo volume della light novel uscita il 15 marzo 2024. L'OAV è stato trasmesso su Netflix il 22 novembre dello stesso anno. Il doppiaggio italiano è stato pubblicato l'11 dicembre 2024. Il doppiaggio italiano è curato dalla Dubbing Brothers Int. di Roma sotto la direzione di Daniele Giuliani. L'adattamento dei dialoghi dell'edizione italiana è stato effettuato da Sacha Pilara.
Una seconda stagione è stata annunciata dopo la trasmissione del dodicesimo episodio. Masayuki Kojima è il co-regista insieme a Takehiro Kubota, mentre Ami Satō è anche co-autore della sceneggiatura insieme a Misato Hashiba, Fūka Ishii e Momoka Toyoda. È stata trasmessa dal 6 gennaio al 9 aprile 2025. La sigla d'apertura è Shiawase no yakusoku (幸せな約束? lett. "Una promessa felice") di Riria mentre quella di chiusura è Tsukikage okuri (月影おくり? lett. "Invio al chiaro di luna") di Kashitarō Itō. Il doppiaggio italiano è stato pubblicato in contemporanea con la trasmissione giapponese, fatta eccezione per gli ultimi due episodi, resi disponibili entrambi il 25 aprile 2025.
Un nuovo progetto anime è stato annunciato dopo la messa in onda del finale della seconda stagione.

#### Prima stagione
| Nº       | Titolo italiano Giapponese 「Kanji」 - Rōmaji | In onda           | In onda          |
| Nº       | Titolo italiano Giapponese 「Kanji」 - Rōmaji | Giapponese        | Italiano         |
| 1        | L'incontro 「出会い」 - Deai | 5 luglio 2023     | 11 dicembre 2024 |
| 1        | Miyo Saimori è la figlia maggiore della famiglia Saimori, famosa per le sue capacità spirituali, ma lei stessa ne è priva. Dopo la morte di sua madre, suo padre Shinichi sposa la sua amante Kanoko e ha una seconda figlia, Kaya. Fin dalla sua infanzia, Miyo è stata maltrattata come una serva. Il suo unico amico è Kouji Tatsuishi, che è innamorato di lei e spera di salvarla sposandola. Purtroppo, suo padre Minoru, desiderando una sposa più prestigiosa per Kouji, lo fa fidanzare con Kaya così che un giorno possa diventare il capo dei Saimori. Per sbarazzarsi di lei in un modo che la renda utile, Shinichi fa in modo che Miyo si fidanzi con Kiyoka Kudō della famiglia Kudō, un soldato notoriamente irascibile noto per spaventare le potenziali mogli pochi giorni dopo l'incontro. Kouji è costretto ad accettare a patto che Miyo scappi dalla sua famiglia. Miyo si dirige da sola verso la remota tenuta di Kudō e incontra la serva di Kiyoka, Yurie. Presentata al suo fidanzato, è stupita dalla sua bellezza, ma Kiyoka è irritato dalla sua passività, dai modi servili e dalla sua bassa autostima. |                   |                  |
| 2        | Il mio futuro marito 「旦那さまという御方」 - Danna-sama to Iu Okata | 12 luglio 2023    | 11 dicembre 2024 |
| 2        | Yurie assicura a Miyo che le voci sulla crudeltà di Kiyoka sono state esagerate. Miyo sogna il giorno in cui suo padre le confermò che le mancava la Vista Spirituale dei Saimori e così iniziò a trascurarla. Miyo prepara la colazione per essere da aiuto, ma Kiyoka al contrario pensa cinicamente che lei sia stata mandata da lui per avvelenarlo. Kiyoka parte per addestrare i suoi soldati dotati di poteri soprannaturali a uccidere demoni chiamati singolarità, anche se sono così rari che non ne combattono uno da anni. Nel frattempo, Kouji si trasferisce a casa Saimori e vede la minuscola stanza in cui Miyo dormiva. Tornati alla tenuta Kudō, Kiyoka nota l'abitudine di Miyo di scusarsi per tutto. Sentendosi in colpa, le chiede di preparare la colazione al mattino. Miyo sogna il giorno in cui suo padre permetteva a Kanoko di abusare di lei. Kiyoka loda la sua cucina ed è perplesso quando la fa piangere. Sconcertato dal suo comportamento, decide di far indagare la famiglia Saimori. Più tardi, Minoru è furioso nello scoprire che Miyo è ora fidanzata con Kiyoka, avendo precedentemente concordato che Kouji avrebbe sposato Kaya solo se a Miyo fosse stato permesso di sposare il suo figlio maggiore Kazushi, dal momento che la sua relazione materna con la famiglia Usuba la rende molto preziosa come moglie anche senza i suoi poteri spirituali. |                   |                  |
| 3        | Il nostro primo appuntamento 「初めてのデヱト」 - Hajimete no Dēto | 19 luglio 2023    | 11 dicembre 2024 |
| 3        | Kiyoka invita Miyo al loro primo appuntamento per fare shopping in città. Miyo non ha idea di cosa fare e cerca semplicemente di non essere un fastidio. Alla residenza dei Saimori, Minoru è ancora furioso per aver perso la linea di sangue Usuba di Miyo per i futuri figli di Kazushi, ma Shinichi gli assicura che una volta che Kiyoka scoprirà che Miyo non ha nessun potere spirituale la cacciera via così che Kazushi possa averla. Kaya è frustrata nel sentirli ancora discutere di Miyo, soprattutto perché sospetta i sentimenti di Kouji per lei. Nel frattempo, ricordando che Yurie gli ha detto che Miyo stava rammendando i suoi vestiti, Kiyoka commissiona segretamente un kimono. Sebbene sia grata per la gentilezza di Kiyoka, Miyo decide di nascondere la sua mancanza di dono spirituale in modo che Kiyoka non la abbandoni. Kiyoka in seguito le regala un pettine, nonostante l'affermazione di Yurie che un pettine sia un segno preciso che le sta facendo una proposta, lui afferma che non è niente di serio. Il giorno dopo, un informatore, Iwashimizu, mostra a Kiyoka i dettagli dell'indagine sulla famiglia Saimori. Sebbene disgustato dalle prove evidenti dei loro abusi nei confronti di Miyo, Kiyoka scopre anche della sua mancanza di poteri spirituali e della sua relazione con la famiglia Usuba, che ha la capacità di manipolare le menti delle persone. Mentre sta per tornare da Miyo, distrugge diversi shikigami, scoprendo furiosamente che qualcuno lo stava spiando. |                   |                  |
| 4        | Il dono 「おくりもの」 - Okurimono | 26 luglio 2023    | 11 dicembre 2024 |
| 4        | Miyo chiede aiuto a Yurie per fare un regalo a Kiyoka. Yurie suggerisce qualcosa di fatto a mano e Miyo sceglie un kumihimo poiché Kiyoka si lega sempre i capelli con uno. Kiyoka in seguito le dà un portafortuna protettivo e le fa promettere di portarlo ovunque vada. Mentre fa shopping in città con Yurie, Miyo incontra Kaya e Kouji. Kaya inizia a fare la prepotente con Miyo fino a quando non scopre che Miyo è ancora fidanzata con Kiyoka. Altrove, Kiyoka visita i Saimori e li informa che non riceveranno nessuno dei benefici tradizionali dal matrimonio di Miyo in una famiglia potente a meno che non riceva delle scuse complete. Kaya in seguito incontra brevemente Kiyoka e rimane colpita dalla sua bellezza. Yurie informa Kiyoka dell'incidente e lo incoraggia a dare a Miyo il suo amore incondizionato. Quando Kiyoka invita Hana, una serva a cui Miyo era vicina da bambina prima di essere ingiustamente licenziata dai Saimori, Miyo è felicissima di vederla. Presto si rende conto che Kiyoka deve conoscere tutta la sua storia, compresa la sua mancanza di talenti spirituali, dopo averla raccontata Kiyoka dice che nonostante tutto vuole comunque stare con lei. Sentendosi molto sollevata, regala il kumihimo a Kiyoka che promette che non la rifiuterà mai. Osservando il loro amore sbocciare attraverso altri shikigami, Minoru trama disperatamente di separarli con un piano che coinvolge Kaya.                                                                            |                   |                  |
| 5        | Increspature 「波紋」 - Hamon | 2 agosto 2023     | 11 dicembre 2024 |
| 5        | Miyo accetta felicemente il kimono che Kiyoka ha comprato per lei. Alla residenza Tatsuishi, Minoru invita Kaya e le mostra la foto di Miyo e Kiyoka, felicemente fidanzati. Stupita, Kaya riconosce Kiyoka come l'uomo bellissimo che ha visto. Come Minoru aveva sperato, Kaya diventa gelosa della situazione e giura che suo padre interromperà il fidanzamento di Miyo e Kiyoka. Nel frattempo, Miyo invita Godou a cena come ringraziamento per averla riunita con Hana. Kaya spia Miyo e Kiyoka attraverso il suo shikigami, arrabbiata perché Miyo è più felice di prima. Più tardi quella notte, Miyo ha un altro incubo e Kiyoka la consola. Shinichi rifiuta senza mezzi termini la richiesta di Kaya, quindi offre invece al sospettoso Kouji la possibilità di sposare Miyo come desiderava. Il giorno dopo, Miyo dimentica il suo portafortuna protettivo mentre consegna un bento a Kiyoka e viene rapita poco dopo. Kouji scopre cosa stanno tramando suo padre e Kaya. Infuriato perché suo padre sapeva degli abusi di Miyo ma non ha fatto nulla, Kouji attacca suo padre con i suoi poteri, ma viene sconfitto e trattenuto. Dopo che Minoru se ne va per occuparsi di Miyo, Kazushi libera Kouji e lo incoraggia ad andare ad aiutarla. Yurie, sconvolta, informa Kiyoka del rapimento di Miyo proprio mentre Kouji arriva e implora disperatamente Kiyoka di aiutarla a salvare Miyo. |                   |                  |
| 6        | Determinazione e fragore 「決意と雷鳴」 - Ketsui to Raimei | 9 agosto 2023     | 11 dicembre 2024 |
| 6        | Miyo si ritrova trattenuta nel magazzino di Saimori da Kaya e Kanako, che tentano di costringerla a interrompere il suo fidanzamento con Kiyoka. Quando Miyo rifiuta, Kanako aggredisce Miyo per la sua ritrovata sfida. Nel frattempo, Kiyoka e Kouji si dirigono verso la residenza dei Saimori per salvare Miyo. Dopo che Kiyoka distrugge una barriera lanciata da Minoru e Shinichi, Minoru attacca Kiyoka con il suo potere pirocinetico, che causa l'incendio della residenza dei Saimori. Kiyoka colpisce quindi Minoru con un fulmine, rendendolo incosciente. Shinichi si lamenta disperato per la distruzione della residenza. Una volta che Kiyoka arriva in tempo per salvare Miyo, Kanako crolla dopo aver visto la residenza in fiamme. Quando Kiyoka affronta Kaya, cerca di avvicinarsi a lui dicendo di essere migliore di Miyo, ma lui la respinge a causa del suo egoismo e della sua arroganza. Frustrata, Kaya dice a Kouji di lasciarla, ma lui rifiuta perché non vuole che Miyo venga tormentata ancora. Altrove, l'imperatore è scontento del fallimento di Minoru e concede al suo inviato Arata Tsuruki il permesso di trattare con Miyo e Kiyoka. Miyo si sveglia e trova Kiyoka al suo fianco. Kiyoka la rassicura che tutto ciò che è successo non è stato colpa sua poiché lui, insieme a una Yurie molto sollevata, è contento che sia sana e salva. |                   |                  |
| 7        | Una donna affascinante d'estate 「夏の華の淑女」 - Natsu no hana no modan gāru | 16 agosto 2023    | 11 dicembre 2024 |
| 7        | Miyo chiede a Kiyoka di portarla alla residenza dei Saimori un'ultima volta dopo aver sentito che era completamente bruciata. Quando arrivano lì, Kiyoka informa Miyo che Shinichi e Kanako si sono trasferiti nella piccola casa in campagna. Sebbene l'incidente non sia stato rivelato al pubblico, i Tatsushi non hanno ricevuto una punizione e Kazushi sostituisce Minoru come capofamiglia. Quando Miyo chiede a Kiyoka di Kaya, lui le dice che Kaya sarà mandata in una famiglia rigida come domestica. Nel frattempo, alla residenza Tatsuishi, Kouji cerca di rassicurare Kaya che possono ricostruire la famiglia Saimori, ma lei lo ignora. Dopo che Miyo ringrazia Kiyoka per averla salvata, si imbattono in Kouji. Kouji informa Miyo che partirà per il suo allenamento nella vecchia capitale. Miyo e Kiyoka tornano a casa e ufficializzano il loro fidanzamento. Qualche tempo dopo, Miyo incontra la sorella maggiore di Kiyoka, Hazuki, che diventa la tutore di Miyo quando Miyo decide di essere rieducata come una vera signora. Quella notte, Kiyoka trova Miyo che ha un altro incubo e deduce che è l'abilità Usuba. Il giorno dopo, il superiore di Kiyoka, il generale Ookaito, lo informa che qualcuno ha aperto i luoghi di sepoltura contenenti singolarità. Altrove, Arata pianifica la sua prossima mossa. |                   |                  |
| 8        | Incubi e ombre sinistre 「悪夢と不穏な影と」 - Akumu to fuon na kage to | 23 agosto 2023    | 11 dicembre 2024 |
| 8        | Kiyoka, Ookaito e Kazushi ricevono un'udienza con il principe Takaihito che rivela che la capitale imperiale sarà invasa dalle singolarità. Poco dopo, Takaihito si congratula con Kiyoka per il suo fidanzamento con Miyo, ma gli dà un messaggio inquietante. Nel frattempo, Miyo impara il galateo occidentale per l'imminente festa con Hazuki, ma inizia ad avere incubi e mal di testa che hanno un grave impatto sulla sua vita quotidiana e sulle sue lezioni. Mentre Kiyoka si preoccupa per Miyo, manda Iwashimizu a raccogliere informazioni sulla famiglia Usuba. Più tardi, Kiyoka incontra Arata per discutere dell'indagine. Quella notte, Kiyoka e i suoi subordinati incontrano le singolarità e le distruggono. La mattina dopo, Miyo crolla improvvisamente durante la sua giornata di lezione ma viene afferrata in tempo da Arata. |                   |                  |
| 9        | Annegare nei sogni 「夢に溺れて」 - Yume ni oborete | 30 agosto 2023    | 11 dicembre 2024 |
| 9        | Dopo quell’episodio Arata se ne va, dicendo che Miyo è una ragazza speciale. Kiyoka torna rapidamente a casa e trova Miyo che riposa con Hazuki al suo fianco. Kiyoka e Hazuki discutono entrambi degli incubi di Miyo e della possibilità che il suo dono spirituale si stia risvegliando o che qualcuno stia cercando di manipolarla. Qualche tempo dopo, Kiyoka viene informato dell'attacco delle singolarità ai civili. Nel frattempo, quando Hazuki chiede a Miyo della sua vita ideale, Miyo risponde che voleva stare con Kiyoka. Altrove, Kiyoka discute con Iwashimizu dell'indagine sugli Usuba. Più tardi quella notte, Kiyoka conforta Miyo per la sua solitudine e la rassicura che sarà lì per lei. Il giorno successivo, Miyo riceve la visita di Arata, che era venuto a trovare Kiyoka, e gli dice in modo criptico che lui donerebbe a lei un ruolo che spetta solo a lei è a nessun altro. Dopo che Kiyoka è stato incaricato di proteggere la capitale dalle singolarità, si confronta con Arata sul suo presunto trattamento nei confronti di Miyo. Kiyoka rimane scioccato quando gli viene detto del suo improvviso collasso l'altro giorno. Successivamente, Kiyoka riceve informazioni da Iwashimizu su una donna di nome "Sumi Tsuruki", scoprendo che aveva lo stesso cognome di Arata. Si affretta a tornare indietro per trovare Miyo in cucina dove sviene tra le sue braccia. Kiyoka la porta con sé mentre si reca ad affrontare Arata.                                                         |                   |                  |
| 10       | Fiori di ciliegio estivi e l'errore 「夏の桜、そして過ち」 - Natsu no sakura, soshite ayamachi | 6 settembre 2023  | 11 dicembre 2024 |
| 10       | Kiyoka e Miyo arrivano alla villa Usuba. Lì, Arata si presenta completamente come Arata Usuba, il cugino di Miyo. Spiega che la causa degli incubi di Miyo è in realtà il suo dono spirituale. Kiyoka e Miyo vengono quindi presentati al capo degli Usuba, Yoshirou Usuba ovvero il nonno di Miyo. Yoshirou offre a Kiyoka il suo aiuto se Kiyoka è disposto a lasciare che Miyo rimanga con la sua famiglia materna. Yoshirou spiega che Miyo ha la capacità di intervenire nei sogni di una persona e per questo continuerà ad avere incubi. Quando Kiyoka si rifiuta di lasciarla, Arata dice a Kiyoka che dovrebbe concentrarsi sull'imminente invasione delle singolarità sulla capitale, prima di sfidarlo a duello. Kiyoka ha il sopravvento fino a quando non viene distratto dall'illusione di Arata su Miyo e perde la sfida. Di conseguenza, Miyo viene presa sotto la cura della sua famiglia. Nonostante la sua sconfitta, Kiyoka giura che riavrà Miyo una volta affrontata la situazione. Tornato alla villa degli Usuba, Yoshirou sta per raccontare a Miyo di come sua madre si sia sposata con i Saimori e del perché abbia sigillato i poteri spirituali di Miyo. |                   |                  |
| 11       | L'eredità di mia madre 「母が遺したもの」 - Haha ga nokoshita mono | 13 settembre 2023 | 11 dicembre 2024 |
| 11       | Yoshirou spiega che anni prima della nascita di Miyo, l'azienda di famiglia era indebitata. Quando la famiglia Saimori si avvicinò agli Usura, offrirono la loro assistenza se Sumi avesse sposato Shinichi, cosa che Sumi accettò contro la volontà di Yoshirou. Di conseguenza, è stata allontanata dalla sua famiglia. Yoshirou spiega anche a Miyo della sua abilità soprannaturale, la Visione-onirica. Quando Miyo usa la sua abilita, scopre che sua madre ha sigillato i suoi poteri per proteggerla dallo sfruttamento. Qualche tempo dopo, Arata spiega a Miyo del suo dovere di utilizzo della Visione-onirica insieme al suo dovere di proteggerla. Nel frattempo, Kiyoka e i suoi subordinati combattono contro le singolarità. Tuttavia, finisce per perdere i sensi quando protegge Godou. Il giorno dopo, Miyo ha una conversazione con Yoshirou che si sente grato per averla incontrata e le dice di dipendere da lui e Arata come una famiglia. Poco dopo il sigillo sui poteri di Miyo viene revocato, ma rimane scioccata quando viene informata delle condizioni di Kiyoka. Quando desidera rivedere Kiyoka, Arata rivela a Miyo che l'Imperatore vuole che rimanga con gli Usuba in modo permanente a causa della sua esistenza e delle sue capacità. Nonostante le conseguenze, Yoshirou permette a Miyo di andarsene e Arata lo porta da Kiyoka. |                   |                  |
| 12       | Luce nell'oscurità 「暗闇の中の光」 - Kurayami no naka no hikari | 20 settembre 2023 | 11 dicembre 2024 |
| 12       | Quando Miyo decide di usare i suoi poteri per salvare Kiyoka, finisce improvvisamente nel mondo dei sogni della residenza Saimori. Lì, si confronta con il suo altro sé che rappresenta l'infelicità e il trauma di Miyo. Quando l'altro sé di Miyo tenta di dissuaderla, Miyo dichiara che non scapperà e promette che vivrà una vita felice con Kiyoka. Poco dopo, usando il kumihimo di Kiyoka come guida, Miyo riesce a trovarlo in una battaglia senza fine contro le singolarità. Altrove, l'Imperatore viene informato del tentativo di Miyo di salvare Kiyoka. Quando l'Imperatore cerca di distruggere Miyo e Kiyoka nel mondo dei sogni, il loro potere combinato lo travolge e lo sconfigge mentre le singolarità vengono distrutte. Dopo che Miyo e Kiyoka si sono svegliati, Arata la rassicura che fa ancora parte della famiglia Usuba mentre Kiyoka gli dice che un giorno avranno una rivincita. Il giorno successivo, il principe Takaihito rivela al generale Ookaito che l'imperatore è responsabile del rilascio delle singolarità, mentre pianifica di far espiare suo padre per le sue azioni in futuro. Miyo e Kiyoka tornano alla loro vita quotidiana. Diversi giorni dopo, entrambi partecipano alla festa. |                   |                  |
| 13 (OAV) | Episodio 13 (OAV) 「わたしの幸せのかたち」 - Watashi no Shiawase no | 15 marzo 2024     | 11 dicembre 2024 |
| 13 (OAV) | Miyo partecipa alla festa con Kiyoka. Lì, Hazuki presenta Miyo a suo figlio Asahi, a cui apparentemente non piace Miyo. Dopo che Miyo ha conversato con gli ospiti, Kiyoka la porta a incontrare il principe Takaihito. Takaihito spiega il vero motivo per cui suo padre, l'imperatore, è stato coinvolto negli incidenti tra i Saimori e gli Usura. Quando Takaihito si scusa con Miyo per tutto quello che le è successo, lei gli dice che è felice di stare con Kiyoka. Dopo la conversazione con Takaihito, Miyo si imbatte in Asahi. Quando Asahi confessa di essere geloso di Miyo perché passa troppo tempo con sua madre, Hazuki lo rassicura che gli vuole bene. Di conseguenza, Asahi si scusa con Miyo per il suo comportamento. Il giorno dopo, Arata va a trovare Kiyoka e Miyo per fare la proposta di diventare la guardia del corpo di Miyo. Poco dopo, Miyo guarda Kiyoka partire per il lavoro mentre spera nella loro felicità. |                   |                  |

#### Seconda stagione
| Nº | Titolo italiano Giapponese 「Kanji」 - Rōmaji | In onda          | In onda          |
| Nº | Titolo italiano Giapponese 「Kanji」 - Rōmaji | Giapponese       | Italiano         |
| 14 | Un'altra residenza dei Kudo 「もう一つの久堂家」 - Mō hitotsu no Kudō-ke | 6 gennaio 2025   | 6 gennaio 2025   |
| 14 | Miyo si sveglia da un sogno inquietante e riflette sul significato dietro i suoi sogni. Poco dopo, Miyo va a fare shopping con Kiyoka e Hazuki. Improvvisamente sente qualcuno che la osserva proprio prima di incontrare Tadakiyo Kudō, il padre di Kiyoka e Hazuki. Tadakiyo invita Miyo mentre informa Kiyoka delle apparizioni delle singolarita in campagna e vuole che suo figlio indaghi. Kiyoka discute sul ritiro di Tadakiyo, ma gli viene data una richiesta personale dal principe Takaihito. Il giorno dopo, Miyo va con Kiyoka a visitare i suoi genitori. Dopo essere arrivati alla villa, Miyo incontra Fuyu, la madre di Kiyoka. Fuyu tuttavia non accetta Miyo come fidanzata di Kiyoka e la insulta di fronte a Kiyoka, con sua grande rabbia, fino a quando Tadakiyo non interviene. Poco dopo, Kiyoka si scusa con Miyo per quello che è successo con sua madre mentre si preoccupa per lei. Miyo rassicura Kiyoka che desidera legare con Fuyu e gli chiede di fidarsi di lei, cosa che lui capisce e le permette di farlo. Nel frattempo, Arata riceve un'udienza con il principe Takaihito e gli viene affidata una missione urgente. |                  |                  |
| 15 | Una nuova prova 「新たな試練」 - Arata na shiren | 13 gennaio 2025  | 13 gennaio 2025  |
| 15 | La mattina dopo, Fuyu, che non è contenta del fidanzamento di Kiyoka, assegna a Miyo il compito di svolgere i compiti di pulizia. Miyo inizia comunque i suoi compiti nella villa Kudō. Quando Fuyu scopre che Miyo non si è arresa, affronta Miyo e la insulta ancora una volta. Miyo tuttavia rimane imperturbabile, esprimendo la sua determinazione finché Kiyoka le permette di rimanere al suo fianco. Frustrata, Fuyu tenta di colpire Miyo, ma Tadakiyo la ferma e la rimprovera. Mentre si scusa con Miyo, Tadakiyo riporta sua moglie al piano di sopra, ma non dopo che Fuyu ha detto a Miyo che non ha la responsabilità per la famiglia Kudō. Dopo che Fuyu se n'è andata, le cameriere si esaudiscono per il duro lavoro di Miyo e capiscono perché Kiyoka sceglie Miyo come sua fidanzata. Nel frattempo, Kiyoka indaga su un edificio abbandonato dove scopre esperimenti di laboratorio e un mantello nero con l'emblema. Lì, affronta un uomo sospetto incappucciato e lo sottomette. L'uomo afferma di essere stato conferito dal fondatore prima di uccidersi. Dopo le sue indagini, Kiyoka viene accolto a casa da Miyo che gli parla della sua comprensione con sua madre. Il giorno dopo, Miyo cerca di parlare con Fuyu, ma Fuyu la ignora freddamente e chiede a Miyo di lasciarla in pace. Più tardi, una negoziante sconvolta porta suo figlio alla villa Kudō per chiedere aiuto. Dice a Kiyoka che il villaggio era sotto attacco prima di crollare improvvisamente. Mentre Kiyoka è in viaggio verso il villaggio, Miyo tenta di usare la sua Visione onirica sul giovane abitante del villaggio, ma viene fermata dall'improvvisa apparizione di Arata. |                  |                  |
| 16 | La Comunione dei dotati e demoni 「異能心教と鬼」 - Inōshinkyō to oni | 20 gennaio 2025  | 20 gennaio 2025  |
| 16 | Kiyoka arriva all'edificio abbandonato dove si confronta con un uomo con un mantello scuro che si rivela essere un membro della Communione dei dotati, un'organizzazione religiosa guidata da Naoshi Usui. Kiyoka combatte una singolarita mentre Tadakiyo si occupa di altri due membri occultati. Dopo che Kiyoka ha sconfitto la singolarita, lui e suo padre scoprono che l'abitante del villaggio è stato costretto a trasformarsi in uno di loro attraverso metodi sconosciuti. Nel frattempo, con il supporto di Arata, Miyo entra all'interno del sogno e salva la vita del giovane. Dopo la crisi, Kiyoka informa Arata della Comunione dei dotati. Quando Kiyoka menziona Naoshi Usui, Arata si rende conto che Usui condivide il sangue Usuba, con grande shock di Kiyoka e Miyo. Arata spiega ai due di Usui che è improvvisamente scomparso dalla famiglia Usuba. Poco dopo, Kiyoka e Miyo si baciano al chiaro di luna. Il giorno dopo, Miyo riceve la visita di Fuyu che le dà una severa rimprovera, pur riconoscendo leggermente la sua determinazione come fidanzata di Kiyoka. Regala a Miyo un nastro prima di andarsene. Fuyu poi dice a Kiyoka di far superare a Miyo la sua timidezza la prossima volta che viene a trovarla. Miyo ringrazia Tadakiyo e la servitù per averla ospitata e se ne va con Kiyoka e Arata. Ma quando tornano nella capitale, incontrano Usui. |                  |                  |
| 17 | Cosa ha portato la brezza autunnale 「秋風が運んできたもの」 - Akikaze ga hakonde kita mono | 27 gennaio 2025  | 27 gennaio 2025  |
| 17 | Dopo aver affrontato Usui alla stazione ferroviaria, Kiyoka protegge Miyo. Usui dice a Miyo che verrà a prenderla prima di scomparire. A causa del fatto che Miyo è il possibile bersaglio di Usui, Kiyoka assegna Kaoruko Jinnouchi come sua guardia del corpo. Mentre Kaoruko fa fare un giro a Miyo, Miyo guarda Kaoruko che fa un incontro di sparring al dojo mentre ha una conversazione con Mukadeyama, il superiore di Kaoruko. Miyo inizia a capire il trattamento dei soldati nei suoi confronti, non solo perché è una donna, ma anche per il suo legame con gli Usuba. Nel frattempo, Yoshirou racconta ad Arata di Usui. Quella notte, Kiyoka guarda il chiaro di luna con Miyo mentre ricorda la sua passata conversazione con suo padre riguardo ai suoi sentimenti per Miyo. Più tardi, Miyo si ritrova in sogno in cui vede sua madre castigare Usui quando erano bambini. Il giorno dopo, Kaoruko aiuta Miyo a ripulire la cucina. All'infermeria, Kazushi fa visita a Godou, che è stato ferito dall'incursione della Comunione dei dotati, proprio mentre Godou è sorpreso di scoprire di Kaoruko. |                  |                  |
| 18 | Nel profondo del cuore 「心の奥は」 - Kokoro no oku wa | 3 febbraio 2025  | 3 febbraio 2025  |
| 18 | Miyo sente tre soldati denigrare Kaoruko e la difende. Uno dei soldati, Tanaka, che era lo sparring partner di Kaoruko, dice a Miyo che le donne non hanno abilità fisiche quando si tratta di combattere. Miyo sostiene che il motivo per cui non ha battuto Kaoruko nell'incontro di sparring. Con rabbia, Tanaka tenta di colpire Miyo ma viene fermato da Kaoruko. Poi se ne va con rabbia con gli altri due soldati mentre Kaoruko si irrita. Miyo rallegra Karouko organizzando un tea party segreto con dolci fatti in casa. Più tardi, Miyo va in infermeria con Kiyoka per visitare Godou. Lì, Miyo incontra Jakuji Unan, il medico dell'infermeria. Quando vengono a trovare Godou, Kiyoka si scusa rapidamente poco prima che Godou racconti a Miyo del passato di Kiyoka. Miyo scopre poi che Kaoruko era l'ex fidanzata di Kiyoka, con sua grande sorpresa. Dopo aver visitato Godou, Kiyoka si apre a Miyo. Miyo desidera saperne di più su Kiyoka mentre gli chiede se lui e Kaorouko erano innamorati. Rassicura fortemente Miyo che è l'unica fidanzata che approva. Il giorno dopo, Miyo si sveglia improvvisamente da un altro sogno inquietante. Più tardi, Kaoruko confida a Miyo i suoi sentimenti per Kiyoka e come viene trattata male a causa del fatto di essere una donna. Miyo conforta Kaoruko e le dice che vuole ancora essere sua amica. Nel frattempo, Arata scopre l'Imperatore rapito dalla Comunione dei dotati e invia uno shikigami per avvertire Kiyoka. Dopo che Kiyoka parte per aiutare Arata, Miyo viene lasciata sotto la protezione di Mukadeyama, Kaoruko e degli altri soldati. Tuttavia, Usui appare improvvisamente davanti a loro. |                  |                  |
| 19 | L'uomo chiamato Naoshi Usui 「甘水直という男」 - Usui Naoshi toiu otoko | 10 febbraio 2025 | 10 febbraio 2025 |
| 19 | Kiyoka e i suoi soldati incontrano Arata. Ma quando stanno per salvare l'Imperatore, il generale Masashi arriva e avverte Kiyoka che Miyo è in pericolo. Usui intrappola Miyo e gli altri e smaschera Kaoruko come il traditore. Kaorouko confessa di aver manomesso la barriera perché ha scoperto che suo padre è stato preso in ostaggio dalla Comunione dei dotati. Ma quando uno dei soldati menziona di suo padre, Kaoruko si rende conto di essere stata ingannata. Poi, Mukadeyama scopre improvvisamente che i suoi soldati si attaccano a vicenda. Cerca di attaccare Usui ma si ritrova intrappolato in un'illusione prima che Usui lo ferisca. Kaoruko protegge Miyo mentre combatte Usui, ma è sopraffatta. Usui esorta Miyo a venire con lui, ma lei rifiuta dopo aver visto Kaoruko e gli altri farsi male. Usui tenta di prenderla con la forza, ma Kiyoka interviene in tempo e distrugge la barriera. Usui fugge rapidamente. In seguito all'incidente, Arata chiede al generale Masashi il permesso di indagare da solo. Poco dopo, viene improvvisamente avvicinato da Usui, che offre ad Arata di unirsi alla Comunione dei dotati. Mukadeyama si scusa con Miyo per il suo giudizio nei suoi confronti e loda il suo coraggio per aver affrontato Usui. Più tardi, Miyo e Kiyoka festeggiano una festa di fine anno con Hazuki, Yurie, Godou e Arata. Miyo riceve quindi una visita a sorpresa da Kaoruko. Kaoruko informa Miyo che le viene data una punizione minore, grazie a Kiyoka e Mukadeyama. Poi chiede in lacrime a Miyo di essere sua amica, cosa che Miyo accetta felicemente. |                  |                  |
| 20 | Il trambusto del nuovo anno 「年明け、ざわめき」 - Toshiake, zawameki | 17 febbraio 2025 | 17 febbraio 2025 |
| 20 | Il principe Takaihito e il generale Masashi discutono della scomparsa dell'imperatore. Nel frattempo, Miyo e Kiyoka fanno la loro prima visita al santuario. Poco dopo, assistono a un'onnipresente manifestazione pubblica tenuta dai sostenitori della Comunione dei dotati. Mentre Godou e i suoi subordinati arrivano per arrestarli, Kiyoka dà a Miyo uno shikigami per la sua protezione. Più tardi, Kiyoka discute con il generale Masashi e Godou dell'influenza della Comunione dei dotati sulla capitale. Miyo sogna ancora una volta sua madre e Usui, ma si sveglia improvvisamente dopo che Usui nota la sua presenza. Miyo e Kiyoka iniziano a rimanere al palazzo imperiale come lui ha incaricato di proteggere il principe Takaihito. Hazuki, Yurie e Arata si uniscono per tenere compagnia a Miyo. Miyo discute con Arata del suo recente sogno mentre lui spiega che non ha ancora risvegliato il potere della Visione onirica. Kiyoka e Godou discutono con Kaoruko, che comunica con loro usando uno specchio, di Usui e del suo uomo interiore. |                  |                  |
| 21 | Un banchetto serale e la neve in lontananza 「夜の宴と遠望に映る雪」 - Yoru no utage to enbō ni utsuru yuki | 24 febbraio 2025 | 24 febbraio 2025 |
| 21 | Il principe Takaihito ha un incontro imperiale con i ministri e suggerisce di concentrarsi sulla protezione del palazzo imperiale. Quella notte, Hazuki invita Miyo a un banchetto notturno tra donne con Yurie, Kaoruko e il principe Takaihito, che preferisce essere chiamato "Lady Takako". Dopo il banchetto, Takaihito parla con Miyo da solo prima di darle un avvertimento onnicomprensivo. Mentre Miyo si preoccupa per Kiyoka, lei e Arata vengono avvicinati da Hasebe, il ministro dell'Istruzione. Hasebe tenta di fare un'offerta per i poteri dell'Usuba, ma Arata rifiuta con rabbia e chiede ad Hasebe di andarsene. Takakura, lo stretto collaboratore del principe, arriva e dice al ministro di astenersi dalle sue azioni nel parco del palazzo. Più tardi, Miyo e Kiyoka trovano solo un futon e decidono a malincuore di dormire insieme. Entrambi hanno una conversazione sull'avere sentimenti romantici. Miyo finisce improvvisamente per guardare Kiyoka faccia a faccia, ma si allontana. Dice a Miyo che sarà qui quando sarà pronta. |                  |                  |
| 22 | Notizie del sogno 「夢のしらせ」 - Yume no shirase | 3 marzo 2025     | 3 marzo 2025     |
| 22 | Dopo aver catturato una Singolarita, Kiyoka fa esaminare il corpo a Unan. Trovano una sfera contenente qualcosa all'interno. Nel frattempo, Miyo si ritrova in un sogno in cui Usui parla con Sumi nella residenza dei Saimori. Sumi dice a Usui che non ha bisogno di proteggerla poiché ha trovato la sua felicità e lo implora di trovare qualcosa di importante per lui. Miyo scopre di essere entrata nei sogni di Usui. Dopo che Miyo si sveglia rapidamente, lei, insieme a Hazuki e Yurie, sente degli spari e trova il segretario di Hasebe con due guardie imperiali morte. Mentre Yurie va a cercare aiuto, Hazuki esorta Miyo a fuggire, ma il segretario la rende inabile e insegue Miyo. Si trasforma quindi in una singolarita ingoiando una sfera e attacca Miyo. Più tardi, Kazushi aiuta Kiyoka a sbloccare la sfera che contiene gli artigli di una singolarita. Unan teorizza come gli esseri umani possano trasformarsi in singolarita utilizzando determinati materiali. Dopo che Yurie trova Hazuki ferita, Hazuki invia uno shikigami per avvertire Kiyoka. Hasebe cospira con Usui dopo che il ministro dell'esercito è stato assassinato. Usui viene quindi informato del benessere dell'Imperatore poiché progetta di uccidere l'Imperatore stesso. Mentre Miyo si rifiuta di gridare aiuto, Kiyoka la salva. Kazushi rimuove la sfera dal corpo della singolarita e Kiyoka sferra il colpo finale. Miyo cerca di avvertire Kiyoka, ma guarda con orrore mentre viene ferito con due colpi di pistola da Arata. Prima di essere portato via, Kiyoka confessa il suo amore a Miyo, facendola scoppiare in lacrime e disperazione. |                  |                  |
| 23 | La promessa 「約束」 - Yakusoku | 10 marzo 2025    | 10 marzo 2025    |
| 23 | Quando Miyo viene informata che Kiyoka è stato fatto prigioniero nel quartier generale dell'esercito, tenta di salvare Kiyoka da sola, ma viene fermata da un giovane ragazzo, che si rivela essere lo shikigami di Kiyoka. Suggerisce a Miyo di visitare la famiglia Usuba per conoscere Usui. Dopo essere riuscita a sgattaiolare via con l'aiuto di Takakura, Miyo dà allo shikigami di Kiyoka il nome "Kiyo". Alla residenza degli Usuba, Yoshirō racconta a Miyo del passato di Usui e del suo stretto rapporto con sua madre. Poi dà a Miyo un libro speciale per aiutarla a conoscere la Visione onirica. Miyo assiste ai ricordi di sua madre con Usui nei suoi sogni. Sumi ha infranto la sua promessa con Usui prima di partire per sposarsi con la famiglia Saimori. Anni dopo, Usui fu colpita dalla morte di Sumi. Il giorno successivo, Miyo risveglia finalmente la sua Visione onirica, indiscutibilmente determinata a fermare Usui. |                  |                  |
| 24 | Una partenza decisa 「決意の出立」 - Ketsui no shuttatsu | 17 marzo 2025    | 17 marzo 2025    |
| 24 | Durante la sua prigionia, Kiyoka viene avvicinato da Arata. Quando Kiyoka accusa Arata di tradimento, Arata gli ricorda solo che le sue azioni sono per Miyo e la famiglia Usuba. Nel frattempo, Miyo e Kiyo si recano alla stazione militare speciale anti-singolarita solo per trovare un gruppo di manifestanti che bloccano il cancello d'ingresso. Miyo usa la porta sul retro per entrare, cosa che aveva previsto dai suoi sogni. Dopo l'incontro con Godou, Miyo chiede aiuto a lui e agli altri soldati per salvare Kiyoka mentre Kazushi si offre volontario per aiutarla. Al quartier generale dell'esercito, Hasebe affronta con rabbia Usui per l'autorità intatta del principe Takaihito, ma viene bruciato dalle fiamme. Altrove, Miyo visita Tadakiyo nella capitale imperiale dove Tadakiyo accetta di aiutarla. Poco dopo, quando Miyo va a trovare Fuyu per informarla della missione di salvataggio, Fuyu chiede a Miyo dei suoi sentimenti per Kiyoka e Miyo risponde con fermezza che lo ama. Il giorno successivo, Godou, Mukadeyama e il resto dei soldati combattono i soldati dell'esercito e i membri della Comunione dei dotati mentre Miyo, Kazushi e Kiyo si infiltrano con successo nel quartier generale. Entrano nella prigione scoprono una sfera usata come barriera per interferire con le abilità soprannaturali dei prigionieri. Kazushi tenta di dissipare la barriera mentre Kiyo distrae la singolarita, ma viene ferito. Miyo poi scappa rapidamente mentre la singolarita la insegue fino a quando Kiyoka la salva mentre lo distrugge con il suo potere pirocinetico dopo che Kazushi riesce a distruggere la barriera. Riunendosi con Kiyoka, confessa i suoi sentimenti. Quando il ruolo di Kiyo per proteggere Miyo è completo, Kiyo torna ad essere uno shikigami mentre Miyo lo ringrazia. Dopo aver salvato Kiyoka, Miyo e Kiyoka finalmente affrontano Usui con Arata al suo fianco. |                  |                  |
| 25 | Sentimenti che vanno oltre i sogni 「夢の先にある想い」 - Yume no saki ni aru omoi | 31 marzo 2025    | 25 aprile 2025   |
| 25 | Kiyoka combatte contro Usui, ma cade vittima della sua opinocinesi. Miyo cerca di aiutare Kiyoka, ma viene fermata da Arata. Ha quindi una visione di Arata e Usui che si uccidono a vicenda. Per impedirlo, Miyo usa i suoi poteri e trasferisce tutti nel mondo dei sogni. Lì, Miyo cerca di convincere Usui a smettere di fare del male alle persone e gli dice che sua madre desiderava solo la sua felicità, ma le sue parole non lo raggiungono. Usui attacca lei e Kiyoka, ma Sumi interviene. Quando le spiega freneticamente il suo piano, Sumi lo rifiuta. Distrutto dalle sue parole, Usui si pugnala per uscire dal mondo dei sogni con la forza. Quando Miyo torna alla realtà, vede Usui abusare dei suoi poteri poco prima che Arata gli spari due volte. Di conseguenza, Arata viene ferito dal coltello di Usui, mentre Usui soccombe alle sue ferite, unendosi allo spirito di Sumi nell'aldilà. Mentre Arata viene portato in clinica per le cure mediche, Miyo si lamenta del suo fallimento, ma Kiyoka la conforta, rassicurandola che ha fatto tutto il possibile. |                  |                  |
| 26 | Quando è arrivata la primavera 「春になったら…」 - Haru ni nattara… | 9 aprile 2025    | 25 aprile 2025   |
| 26 | Dopo la morte di Usui, la serie di incidenti con la Comunione dei Dotati si concluse. Kiyoka decide di dimettersi da comandante dell'Unità Speciale Anti-Singolarita e intende affidare il suo ruolo a Godou, in seguito al suo successo nel salvataggio dell'Imperatore. In infermeria, Miyo fa visita ad Arata, che le rivela il motivo per cui si era unito alla Comunione dei Dotati prima di uccidere Usui. In seguito, Miyo riceve un kimono nuziale da Hazuki e Fuyu prima di uscire con Kiyoka. Al loro ritorno a casa, Takakura fa visita a Miyo e Kiyoka, offrendo a Miyo di usare la sua Visione Onirica e servire sotto il principe Takaihito. Il giorno dopo, Godou discute con Kiyoka, incerto se diventare il nuovo comandante, ma Kiyoka lo convince del contrario. Quella notte, Kiyoka informa Miyo della sua decisione di ritirarsi dall'esercito per stare con lei. Il giorno seguente, Miyo riceve un'udienza dal principe Takaihito, dove gli comunica che desidera solo stare con Kiyoka, e Takaihito le concede il permesso. Poco dopo, Kiyoka chiede a Miyo di sposarlo, e lei accetta con entusiasmo. Il giorno seguente, progettano di piantare un ciliegio nel loro giardino per celebrare il loro matrimonio. |                  |                  |

### Spettacolo teatrale
Un adattamento teatrale intitolato Watashi no shiawase na kekkon: Teito rikugun Okutsuki kitan (わたしの幸せな結婚 －帝都陸軍オクツキ奇譚－?) è stato annunciato il 9 giugno 2023. Presenta una storia originale, con Kaori Miura come regista e sceneggiatrice e Taka che compone la colonna sonora. Anche Akumi Agitogi, l'autore originale, ha collaborato alla produzione. Lo spettacolo è andato in scena al Theatre 1010 di Tokyo dall'11 al 20 agosto 2023.

## Accoglienza
Nel 2020 l'adattamento manga si è classificato all'ottavo posto al sesto Next Manga Award nella categoria web manga. Si è classificato al sesto posto nell'edizione 2021 della guida Kono manga ga sugoi! di Takarajimasha rientrando nell'elenco dei migliori manga per lettori di sesso femminile. Il manga si è classificato al primo posto nell'elenco dei "fumetti consigliati dai dipendenti delle librerie nazionali del 2021" della libreria giapponese Honya Club. Nel 2022 il manga è stato candidato come miglior manga shōjo al 46º Premio Kōdansha per i manga. Si è classificato al 29º posto nella lista dei "Libri dell'anno" del 2022 stilata dalla rivista Da Vinci.
Il film live-action ha debuttato al primo posto al botteghino giapponese durante il primo fine settimana di proiezione, incassando 654 milioni di yen tramite 479 700 spettatori.